# فلوتیکازون
فلوتیکازون (به انگلیسی: Fluticasone)
رده درمانی: کورتیکواستروئید
اشکال دارویی: افشانه

## موارد مصرف
فلوتیکازون به دلیل اثرات کاهش التهاب کورتیکواستروئیدها در آسم و رینیت آلرژیک بکار می‌رود.

## مکانیسم اثر
جایگزینی کورتیکواستروئیدها، کورتیکواستروئیدها از عرض غشای سلولی عبور کرده و با گیرنده های اختصاصی سیتوپلاسمی کمپلکس شده، وارد هسته سلول می شوند و به DNA ( کروماتین ) متصل و موجب تحریک روند رونویسی mRNA و به دنبال آن ساخت پروتئین های مختلف آنزیمهای خاصی را تحریک می کنند.

## عوارض جانبی
عوارض موضعی آن سرکوب ایمنی موجب افزایش احتمال عفونت ریوی و دهانی (مانند عفونت قارچی گلو)، تحریک مخاط بینی (اختلال بویایی و خون دماغ) گلودرد و تغییر صدا می باشد.هرچند جذب سیستمیک کمی دارد ولی عوارض سیستمیک آن افزایش فشار خون، پوکی استخوان، مشکلات گوارشی و سرکوب محور آدرنال - هیپوفیز است.